# Guido Alberti (calciatore)
Guido Alberti (San Giorgio di Piano, 14 maggio 1897 – Padova, 25 settembre 1918) è stato un calciatore italiano, di ruolo centrocampista.
Era il fratello maggiore di Cesare Alberti o Alberti II, anch'egli giocatore del Bologna, per cui fu noto come Alberti I.

## Biografia

### Calciatore
Di ruolo mezzala, Alberti militò nel Bologna dal 1912 al 1915, sempre in massima divisione italiana, ottenendo come miglior piazzamento il terzo posto nel girone preliminare della Lombardia Centrale ed Emilia nella stagione 1914-1915.

### Militare[1]
Chiamato alle armi a causa dell'entrata dell'Italia nella Grande Guerra, Alberti fu sottotenente del 48º Reggimento di artiglieria da campagna. Morì di malattia a Padova nel 1918, all'età di 21 anni.
È sepolto alla Certosa di Bologna.